# دنبلید
دنبلید روستایی از توابع بخش مرکزی شهرستان طالقان در استان البرز ایران است.

## جمعیت
این روستا در دهستان پایین طالقان قرار دارد و براساس سرشماری مرکز آمار ایران در سال ۱۳۸۵، جمعیت آن ۷۶۶ نفر (۲۳۲خانوار) بوده‌است.

## شخصیت‌های برجسته
- ناصر خسروپور اولین لیسانس در روستای دنبلید طالقان و از اولین لیسانسیه‌ها در رشته فلسفه و علوم تربیتی از دانشسرای عالی بود.(سال ١٣٢٢)
- احمد فهیمی اولین فارغ‌التحصیل دانشگاه تهران در روستای دنبلید طالقان و همچنین نخستین فارغ‌التحصیل دانشکده حقوق تهران بود.(سال ١٣٢٢)
- دکتر اسماعیل ذوقی پیشکسوت در علوم دامپزشکی و پزشکی و ملقب به پدر بروسلوز (تب مالت) ایران.

- ابوالحسن شرافتی دبیر و مولف چندین کتاب در زمینه دنبلید و طالقان
- مهندس امیرمنصور عطائی مخترع دستگاه تصفیه آب سوار بر خودرو
- مهندس هومن عطائی مولف کتاب پمپاژ آسان
- علیرضا برات وکیلی متخصص سد سازی و طراح سد بزرگ طالقان که از او به عنوان پدر سد سازی ایران یاد میشود.

## آثار باستانی
- محوطه مرغ استل
- ‌‌محوطه خانه مالان : محوطه مسکونی بوده که از اواخر تاریخی تا پایان دوره مغول یا تیموری (قرون هشتم و نهم) مورد استفاده بوده و پس از آن تخلیه و متروکه گردیده است.
- خانه‌های تاریخی قدمت تاریخی اواسط دوران قاجار حدود ١٨٠ سال پیش.
- قبرستان تاریخی قدمت تاریخی سده‌های چهارم و پنجم حدود ١١٠٠ سال پیش.
- غار کولی گردن تیخ چال (تیغ چال) (زاغه سنگی)

- سه کله دار (درخت گردوی کهن) کل یا کله در اینجا به معنی شاخه و انشعاب درخت است. این درخت گردوی کهن که احتمالا تا چهارصد سال از سن آن میگذرد و هنوز رویش آن ادامه دارد.